# Campionati europei di triathlon middle distance del 2013
I Campionati europei di triathlon middle distance del 2013 (VIII edizione) si sono svolti a Barcellona in Spagna, in data 19 maggio 2013.
Tra gli uomini ha vinto lo spagnolo Javier Gómez, mentre la gara femminile è andata alla danese Camilla Pedersen.

## Élite uomini
| Pos. | Atleta                       | Paese       | Nuoto    | Bici     | Corsa    | Totale   |
| ---- | ---------------------------- | ----------- | -------- | -------- | -------- | -------- |
|      | Javier Gómez                 | Spagna      | 00:23:25 | 02:27:16 | 01:11:49 | 04:05:07 |
|      | Martin Jensen                | Danimarca   | 00:23:55 | 02:26:59 | 01:17:25 | 04:11:12 |
|      | Jens Toft                    | Danimarca   | 00:23:22 | 02:28:41 | 01:18:41 | 04:13:13 |
| 4    | Jonathan Ciavattella         | Italia      | 00:23:55 | 02:27:48 | 01:19:35 | 04:14:23 |
| 5    | Ritchie Nicholls             | Regno Unito | 00:25:15 | 02:32:47 | 01:14:39 | 04:15:20 |
| 6    | Chris Mccormack              | Australia   | 00:24:36 | 02:33:09 | 01:15:31 | 04:16:07 |
| 7    | Nikolay Yaroshenko           | Russia      | 00:23:48 | 02:32:45 | 01:19:31 | 04:18:43 |
| 8    | Raul Amatriain Arraiza       | Spagna      | 00:28:34 | 02:33:04 | 01:14:25 | 04:18:43 |
| 9    | Alberto Casadei              | Italia      | 00:23:53 | 02:32:30 | 01:20:22 | 04:19:23 |
| 10   | Carlos Lopez Diaz            | Spagna      | 00:23:50 | 02:34:06 | 01:19:53 | 04:20:33 |
| 11   | Gustavo Rodriguez Iglesias   | Spagna      | 00:32:03 | 02:26:35 | 01:20:50 | 04:22:48 |
| 12   | Andreas Borch                | Danimarca   | 00:26:47 | 02:36:21 | 01:17:39 | 04:23:27 |
| 13   | Joe Skipper                  | Regno Unito | 00:28:39 | 02:31:26 | 01:20:28 | 04:23:28 |
| 14   | Thomas Darby                 | Finlandia   | 00:32:04 | 02:34:05 | 01:15:33 | 04:24:28 |
| 15   | Viktor Aloshyn               | Ucraina     | 00:25:32 | 02:34:49 | 01:22:05 | 04:25:10 |
| 16   | Sean Donnelly                | Germania    | 00:23:56 | 02:37:05 | 01:22:45 | 04:26:46 |
| 17   | Pavel Andreev                | Russia      | 00:29:16 | 02:34:00 | 01:22:05 | 04:28:10 |
| 18   | Karl-johan Danielsson        | Svezia      | 00:26:47 | 02:33:42 | 01:25:24 | 04:28:37 |
| 19   | Nazariy Dorosh               | Ucraina     | 00:26:52 | 02:40:31 | 01:20:38 | 04:31:06 |
| 20   | Vasilis Krommidas            | Grecia      | 00:25:42 | 02:35:37 | 01:27:02 | 04:31:32 |
| 21   | Chris Goodfellow             | Regno Unito | 00:28:26 | 02:38:49 | 01:28:18 | 04:38:52 |
| 22   | Danilo Brustolon             | Italia      | 00:25:37 | 02:38:25 | 01:32:29 | 04:39:22 |
| 23   | Vasco Pessoa                 | Portogallo  | 00:24:45 | 02:51:15 | 01:20:38 | 04:39:45 |
| 24   | Antonio Jesús Aguilar Conejo | Spagna      | 00:32:07 | 02:46:05 | 01:19:56 | 04:41:15 |
| 25   | Valentin Zasypkin            | Russia      | 00:37:50 | 02:45:50 | 01:27:25 | 04:54:25 |
| 26   | Alexey Brylev                | Russia      | 00:28:24 | 02:50:08 | 01:42:55 | 05:04:55 |
| 27   | Evgeniy Nikitin              | Russia      | 00:25:38 | 02:53:18 | 01:47:30 | 05:09:47 |

## Élite donne
| Pos. | Atleta              | Paese       | Nuoto    | Bici     | Corsa    | Totale   |
| ---- | ------------------- | ----------- | -------- | -------- | -------- | -------- |
|      | Camilla Pedersen    | Danimarca   | 00:26:07 | 02:41:46 | 01:24:54 | 04:35:34 |
|      | Eimear Mullan       | Irlanda     | 00:29:43 | 02:45:47 | 01:22:50 | 04:41:11 |
|      | Maria Czesnik       | Polonia     | 00:26:04 | 02:49:11 | 01:24:05 | 04:42:35 |
| 4    | Ricarda Lisk        | Germania    | 00:26:04 | 02:50:45 | 01:24:47 | 04:44:38 |
| 5    | Eva Wutti           | Austria     | 00:29:46 | 02:42:00 | 01:31:02 | 04:45:47 |
| 6    | Isabelle Ferrer     | Francia     | 00:29:51 | 02:54:28 | 01:26:44 | 04:54:31 |
| 7    | Mette Pettersen Moe | Norvegia    | 00:27:51 | 02:53:39 | 01:30:46 | 04:56:03 |
| 8    | Martina Dogana      | Italia      | 00:29:55 | 03:00:30 | 01:27:12 | 05:00:54 |
| 9    | Ewa Komander        | Polonia     | 00:29:45 | 02:55:26 | 01:33:20 | 05:01:53 |
| 10   | Eleanor Haresign    | Regno Unito | 00:30:58 | 02:57:03 | 01:31:46 | 05:03:08 |
| 11   | Kristin Lie         | Norvegia    | 00:37:21 | 02:55:07 | 01:29:05 | 05:05:33 |
| 12   | Evi Neuscheler      | Germania    | 00:36:04 | 02:55:19 | 01:32:05 | 05:07:28 |
| 13   | Rahel Bellinga      | Paesi Bassi | 00:35:03 | 02:55:12 | 01:33:52 | 05:07:36 |
| 14   | Anna Rovira Garrido | Spagna      | 00:38:03 | 02:52:47 | 01:34:09 | 05:08:36 |
| 15   | Alena Adanichkina   | Russia      | 00:30:00 | 03:07:27 | 01:32:33 | 05:13:59 |
| 16   | Marina Milković     | Croazia     | 00:34:16 | 03:04:03 | 01:38:13 | 05:20:01 |
| 17   | Olga Parfinenko     | Russia      | 00:38:17 | 03:18:40 | 01:38:55 | 05:39:43 |